# Lomaptera tuberculata
Lomaptera tuberculata är en skalbaggsart som beskrevs av Valck Lucassen 1961. Lomaptera tuberculata ingår i släktet Lomaptera och familjen Cetoniidae. Inga underarter finns listade i Catalogue of Life.